# Archidiecezja Tuluzy
Archidiecezja Tuluzy (pełna nazwa: archidiecezja Tuluzy (-Saint Bertrand de Comminges-Rieux)) – archidiecezja Kościoła rzymskokatolickiego w południowej Francji. Powstała w III wieku jako diecezja Tuluzy. W 1317 została podniesiona do rangi archidiecezji. W 1822 jej nazwa została zmieniona na archidiecezję Tuluzy-Narbonne. Kolejne modyfikacje nazwy następowały w 1935 (archidiecezja Tuluzy (-Saint Bertrand de Comminges-Rieux)) i 2006, kiedy to przyjęła obecną nazwę. Granice archidiecezji pozostają niezmienione od 1822 roku.